# Szczenurze
Szczenurze (kaszub. Szczenurzé lub też Szénurzé, niem. Schönehr) – wieś w Polsce położona w województwie pomorskim, w powiecie lęborskim, w gminie Wicko.
W latach 1975–1998 miejscowość administracyjnie należała do województwa słupskiego.
| SIMC    | Nazwa     | Rodzaj    |
| ------- | --------- | --------- |
| 1014731 | Wypalanki | część wsi |